# یاکوب فلدهاوزن فان زانتن
ژاکوب وِلدهاوزِن وان زانتِن (به هلندی: Jacob Veldhuyzen van Zanten) (زاده ۵ فوریه ۱۹۲۷ – ۲۷ مارس ۱۹۷۷)مربی پرواز و خلبان هلندی بود. او کاپیتان کاال‌ام بوئینگ ۷۴۷ بود که اشتباه او باعث کشته شدن ۵۸۳ نفر از مسافران شد. البته دولت هلند علت بروز حادثه را عوامل دیگری از جمله لهجهٔ بد مأموران برج مراقبت برای راهنمایی درست به خلبان می‌دانست اما پرواز بدون اجازهٔ خلبان ون زانتن عامل اصلی فاجعه حادثه فرودگاه تنریف شد.